# Hugues Sambin
Pour les articles homonymes, voir Sambin.
Hugues Sambin est un artiste franc-comtois, né vers 1520 à Gray dans le Comté de Bourgogne et mort en 1601 à Dijon. Hugues Sambin réunit de nombreuses qualités : menuisier (ce terme désigne les artisans qui construisent les meubles), sculpteur, ingénieur hydraulique, architecte, décorateur ainsi que graveur.
Il reste une figure artistique caractéristique de la Renaissance par la variété de ses centres d’intérêt et par l’étendue de ses talents. Il exerça une influence durable sur le répertoire ornemental de son temps.

## Biographie

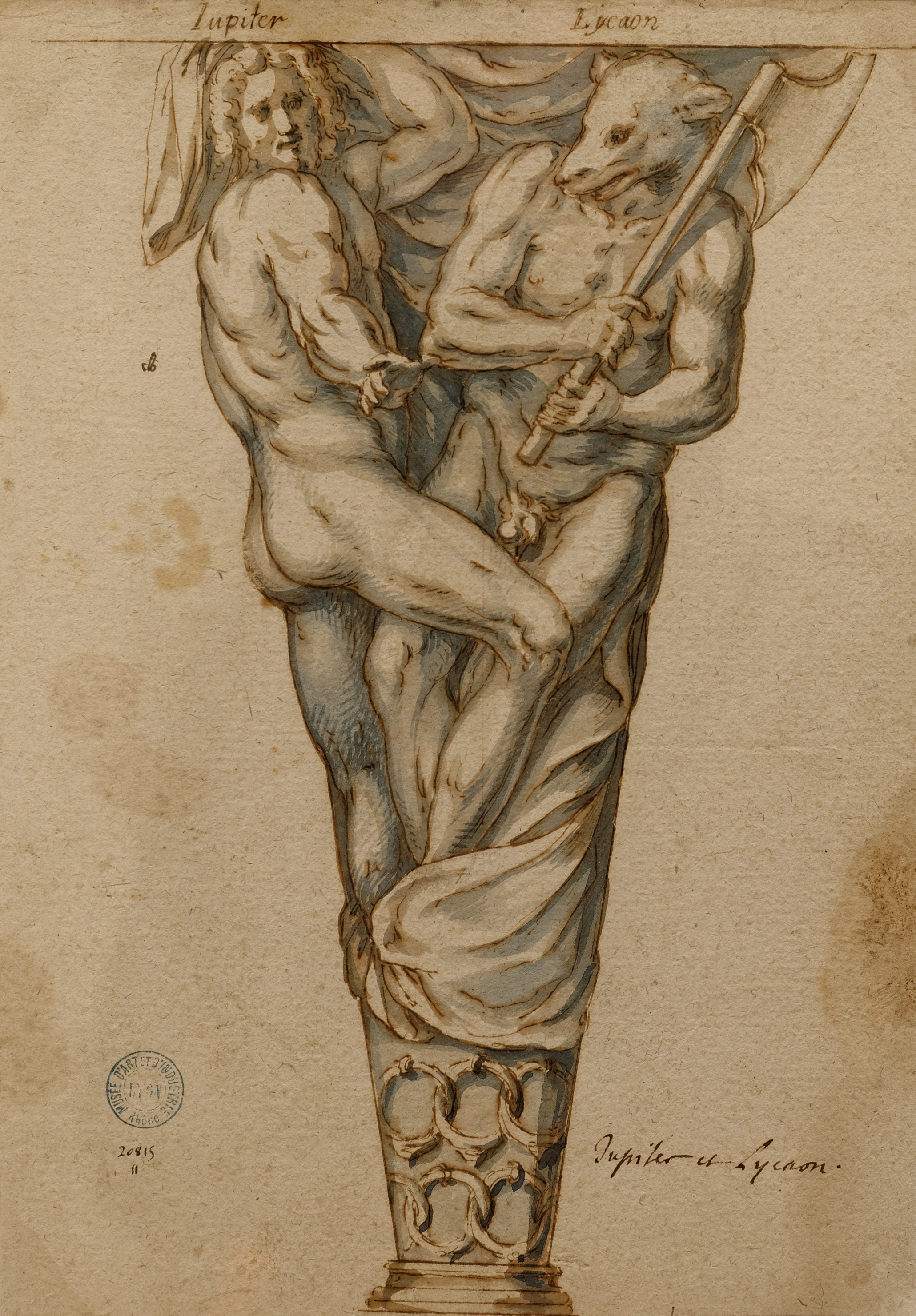
Dessin de Jupiter et Lycaon (1595, musée des Tissus et des Arts décoratifs de Lyon).

Né à Gray vers 1520 dans le comté de Bourgogne ou actuelle Franche Comté, d’un père menuisier, il s'initie très tôt à l'art de la menuiserie et de la charpente, ainsi qu'à l'architecture. Durant l’année 1544, l'artiste travaille dans l'équipe des menuisiers du château de Fontainebleau, sous la direction du Primatice, et surtout avec le dessinateur Sebastiano Serlio, qui utilisent notamment la technique italienne du « disegno ».
C'est à la suite de cette expérience que le jeune compagnon fait peut-être un voyage en Italie, car il montrera par la suite une parfaite connaissance de la sculpture et de l'architecture ultramontaine.

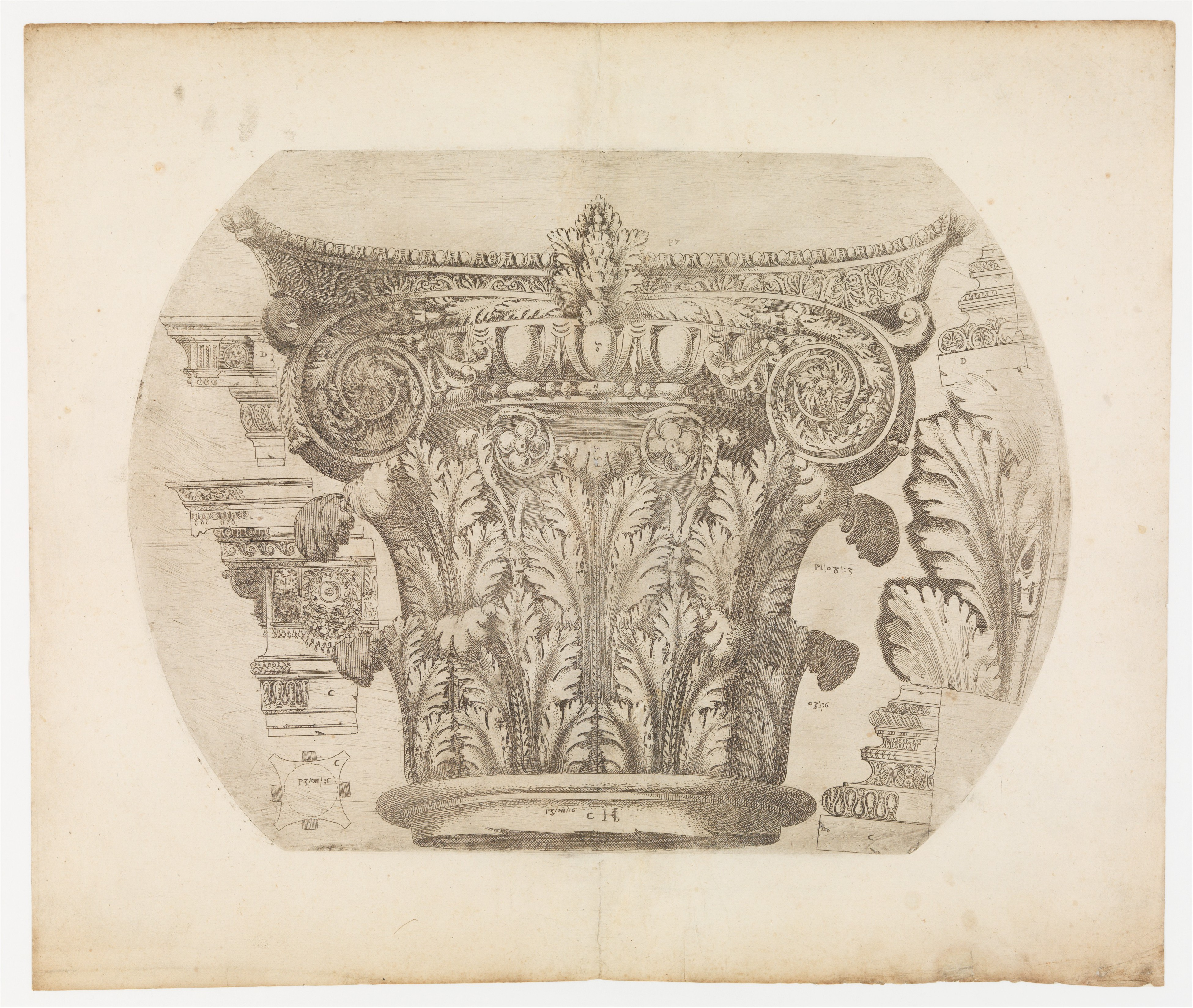
Dessin d'un Chapiteau composite (1554–60, Metropolitan Museum of Art de New-York).

Revenu à Dijon en 1547, il épouse la fille de Jean Boudrillet, maître menuisier, dont il reprend, quelques années plus tard, en 1564, la direction pratique de l'atelier après avoir été reçu entre-temps maître menuisier en 1548. Il sera par ailleurs juré de la corporation à plusieurs reprises. À l'époque, l'activité la plus prospère de l'atelier Boudrillet reste la fabrication de meubles et d'armoires qui, sous l'influence d'Hugues Sambin, seront dès lors conçus suivant les codes graphiques du "disegno" comme une véritable "encyclopédie de l'architecture" de son temps. Reconnu, l'artiste devient l’un des chefs de file de l’art du mobilier bourguignon, surtout actif pour de riches commanditaires de Bourgogne et de Franche-Comté. C'est ainsi qu'en 1550 la ville de Dijon lui commande trois statues pour l’entrée triomphale du duc d’Aumale.
Poursuivant son activité de sculpteur, il devient par la suite, en 1564, surintendant et conducteurs des travaux effectués en vue de l'accueil du roi Charles IX à Dijon.

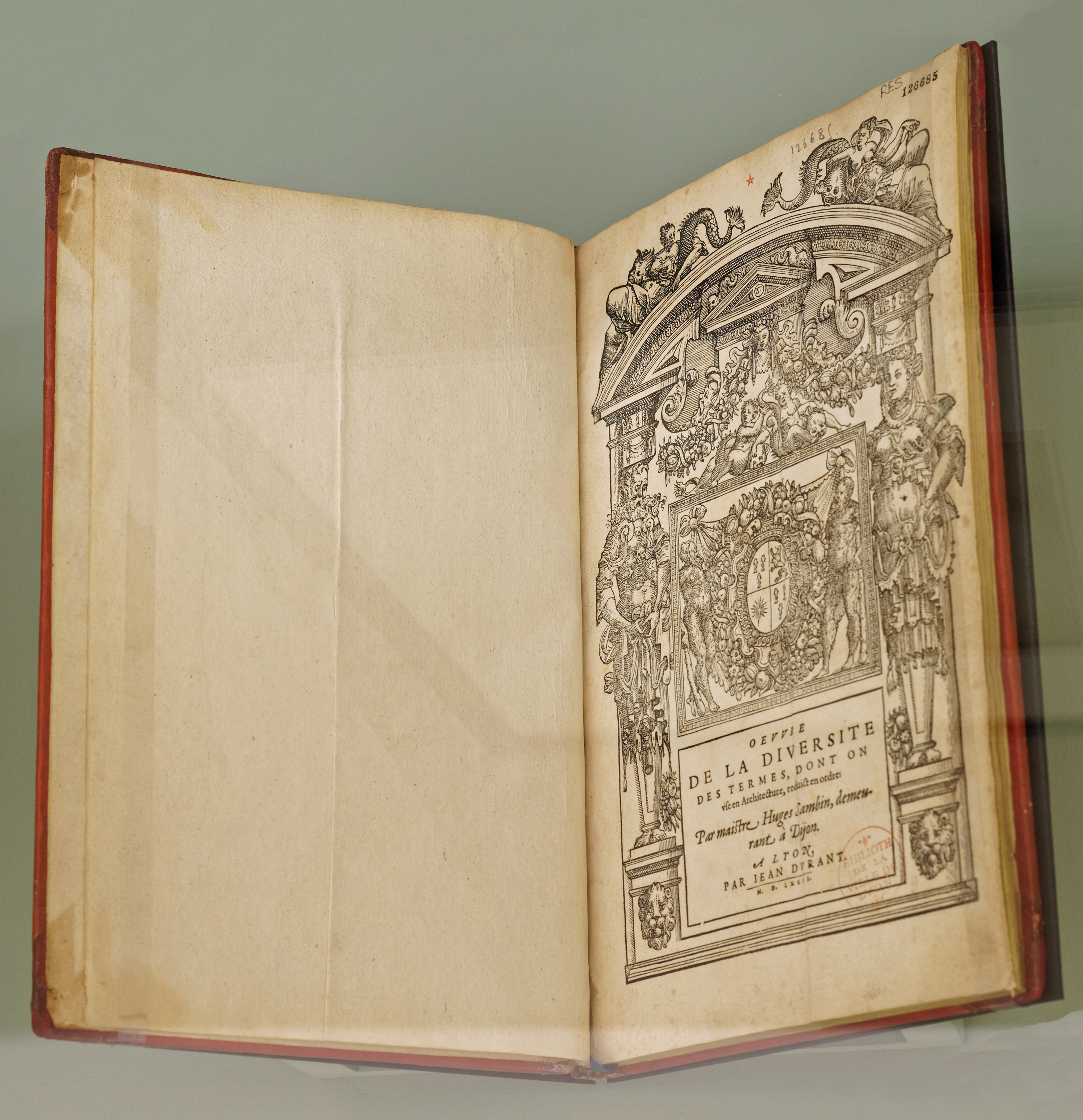
Frontispice du recueil dessiné par Hugues Sambin : "Œuvre de la diversité des termes dont on use en architecture" réduict en ordre, imprimé à Lyon, chez Jean Marcorelle et Jean Durand (1572, Bibliothèque municipale de Lyon).

Malgré tout, il semble que la mort de son beau-père en 1565 lui fasse perdre le contrôle technique de l'atelier de menuiserie : Maistre Sambin diversifie alors son activité à titre individuel, s'éloignant probablement de l'atelier Boudrillet, où il ne travaillera plus qu'occasionnellement. Désormais, de plus en plus fréquemment loin de Dijon, il travaille régulièrement en tant que particulier comme "dessinateur, ornemaniste, ingénieur, architecte".
En 1571, l'artiste semble retourner momentanément en Franche-Comté puis en Bourgogne où il recevra le titre d'architecte de la ville de Dijon. En 1581, les gouverneurs de Besançon lui commandent la façade sur cour de l'ancien Parlement de Besançon (actuel palais de justice) dont il supervise les tâches entre 1582 et 1587, tout en réalisant en parallèle les plans du toit à l'impériale de la tour de croisée de la collégiale Notre-Dame de Beaune, réalisé entre 1580 et 1588.
De passage à Lyon en 1572, il fait paraître un important recueil constitué de 36 planches gravées, intitulé "Œuvre de la diversité des termes dont on use en architecture", qui faisant preuve d’une imagination débridée, représente encore aujourd'hui un travail remarquable de classification des ordres d’architecture suivant le modèle antique. Ses activités le mène quelques années vers les Pays-Bas espagnols, se faisant alors engager comme sculpteur et menuisier par le gouverneur de Luxembourg. C'est ainsi que son influence touchera non seulement les peintres de Bourgogne et de Lorraine, voire d'Allemagne du Sud, mais également des architectes et des décorateurs, à l'instar de Joseph Boillot ou Wendel Dietterlin.

## L’œuvre de Sambin
On peut conclure qu'Hugues Sambin restera fortement influencé, tout au long de sa carrière, par son passage au sein des équipes de Fontainebleau. Le système ornemental élaboré par le Rosso et le Primatice notamment dans la galerie François Ier, explose littéralement dans l'ensemble de son œuvre. Marqué pour toujours par ce court séjour bellifontain, ses racines bourguignonnes n’en demeurent pas moins présentes, s'exprimant notamment par sa prédilection pour certains ornements régionaux comme le fameux "chou bourguignon" ou encore l'emploi de rinceaux de lierre en lieu et place des traditionnels motifs d’acanthe.
Parallèlement, les termes (éléments d’architecture sculptés, composés d’un buste humain se terminant en gaine) dessinés et sculptés par Hugues Sambin connaissent un grand succès en France, dans la seconde moitié du XVIe siècle, en particulier à l’échelle du mobilier lyonnais, qui vient dès lors très semblable, du point de vue décoratif, au mobilier bourguignon : un véritable "Style Sambin" est ainsi né, marquant la seconde moitié XVIe siècle.
C'est par des comparaisons effectuées avec son recueil, qu'on a attribué à l'artiste non seulement, tout meuble mélant des termes à une accumulation de motifs ornementaux mais également, par extension, toute architecture au décor exubérant. Pour autant, il persiste d'assez grandes difficultés à prouver les commandes ou œuvres réalisées par Hugues Sambin et son atelier, car elles ont été imitées ou copiées sans vergogne y compris au XIXe siècle sous le nom de "Style Henri II".

## Renommée
Bien qu'il travaille partout en France, il s’est vite imposé dans l’Est de la France , principalement à Dijon et Besançon pendant la seconde moitié du XVIe siècle (où il obtient le titre ofﬁciel d’architecte). Il apparaît alors comme l'une des rares personnalités de la région capable de proposer des plans pour la réalisation de fortifications (Salins-les-Balins, Dijon) ou de projets pour divers chantiers urbains : On lui attribue notamment certaines maisons de Dijon dont Hôtel Fyot-de-Mimeure (1562), la Maison Maillard (1561) ou encore la Porte du Serin de l'ancien Parlement de Bourgogne (1580). Malgré ces engagements, l'artiste parvient à conserver une intense activité dans la confection de meubles dont plusieurs exemples sont encore exposés dans les musées. Pour autant, on dispose d’assez peu d’éléments sur sa vie et un certain nombre d’œuvres lui sont attribuées sans être authentifiés avec certitude :  une armoire à deux portes aux Arts décoratifs de Paris et au musée du Louvre (vers 1580), la table des Gauthiot d'Ancier au musée du Temps de Besançon et deux autres meubles au musée de la Renaissance d’Ecouen et au Metropolitan Museum de New York.

## Famille
- Hugues Sambin, marié en 1548 avec la fille de Jehan Boudrillet, maître menuisier originaire de Troyes venu à Dijon en 1527. Il est reçu maître menuisier à Dijon le 8 mars 1549[3] ;
  - David Sambin, fils aîné, seconde son père, mort de la peste en 1585 ainsi que sa femme. Il est écrit dans le rôle de la ville de Dijon qu'il est mort pauvre ;
  - Bénigne Sambin, peintre, s'est établi à Salins, en 1584 ; marié à Henriette Cousin fille d'Hugues Cousin[4]
  - Jacques Sambin, maître horloger à Blois ;
    - François Sambin, revenu à Dijon en 1618.

## Galerie

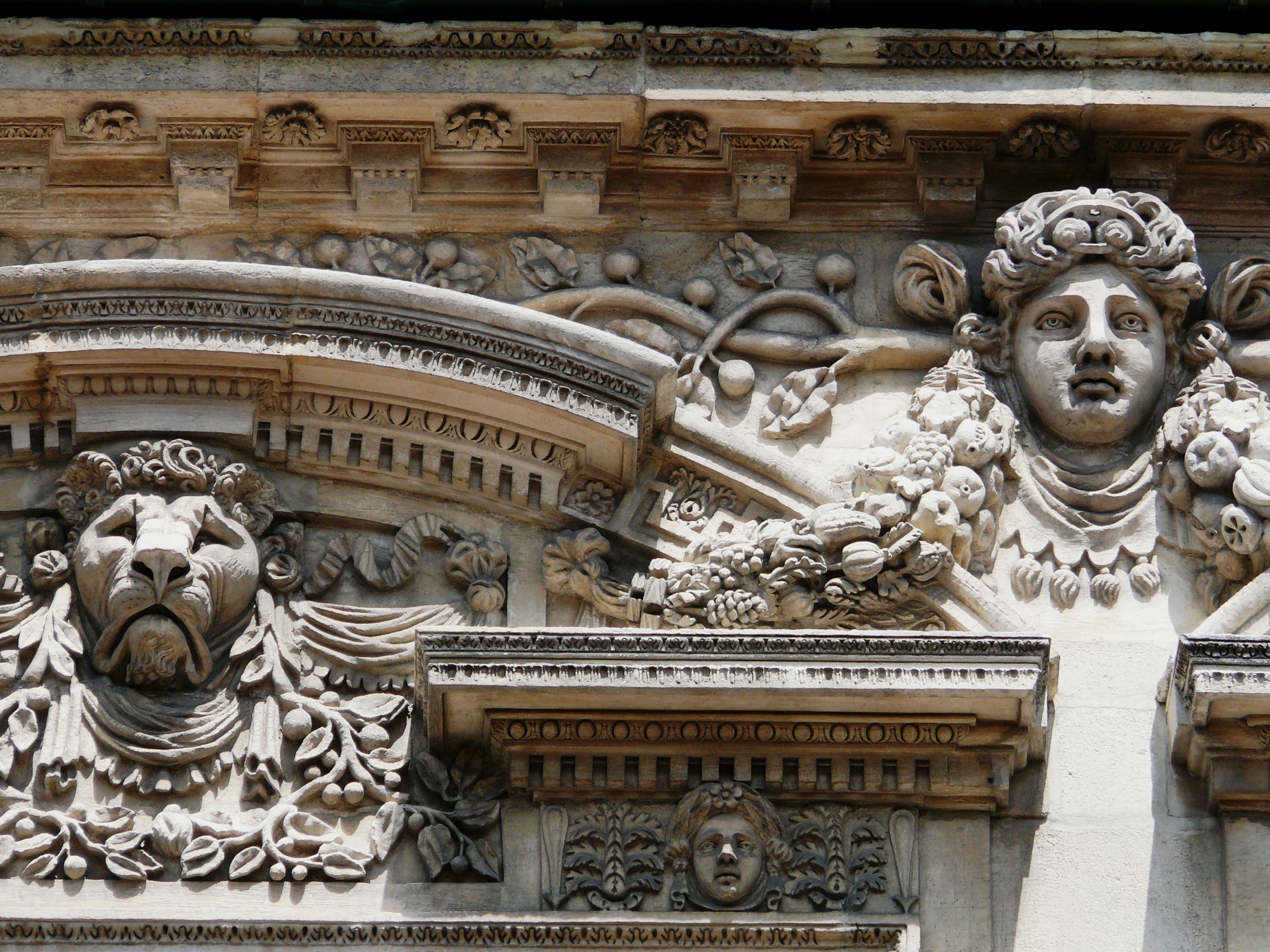
Maison Maillard à Dijon (1561).
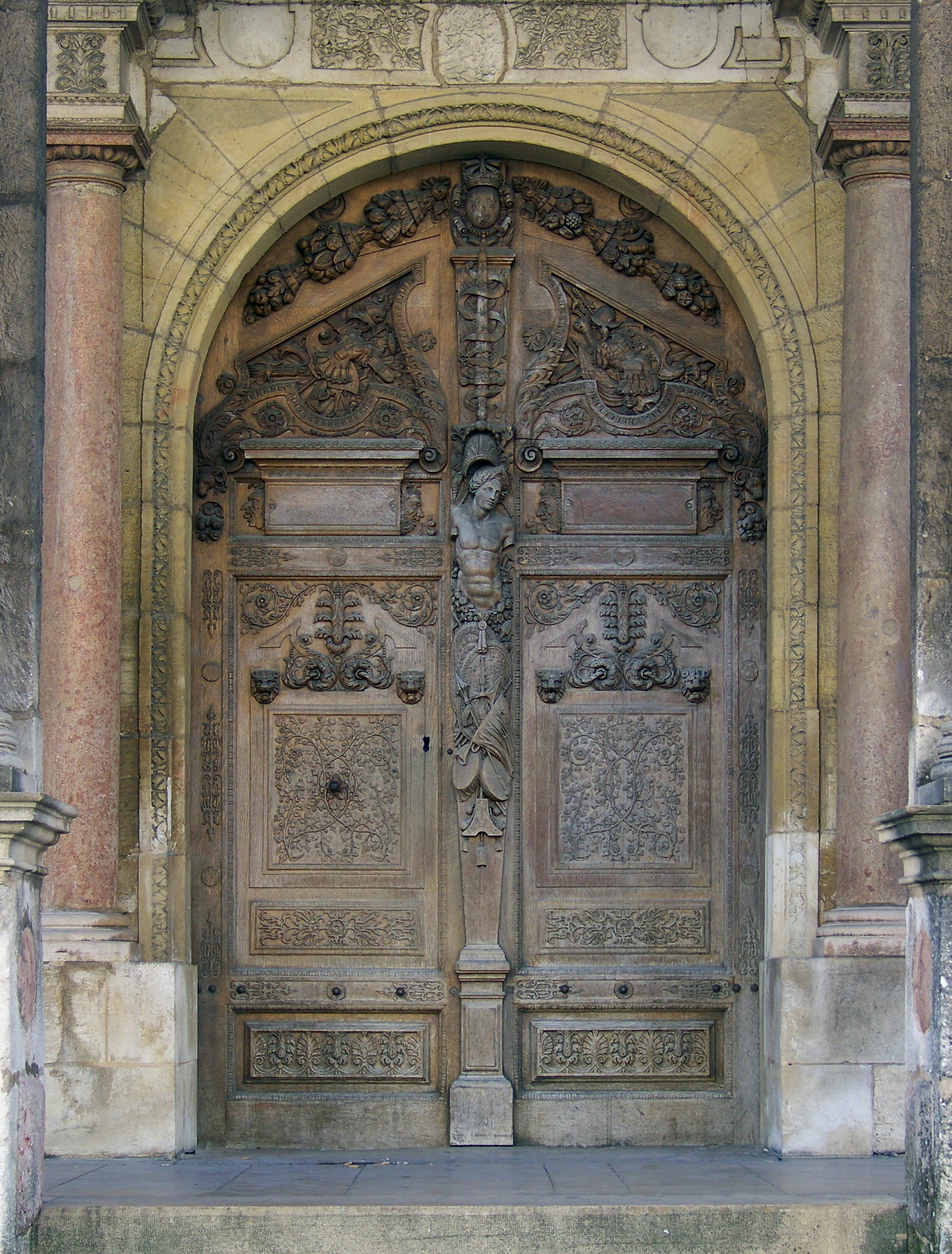
Porte de la salle Saint-Louis (1580, ancien Parlement de Bourgogne à Dijon).
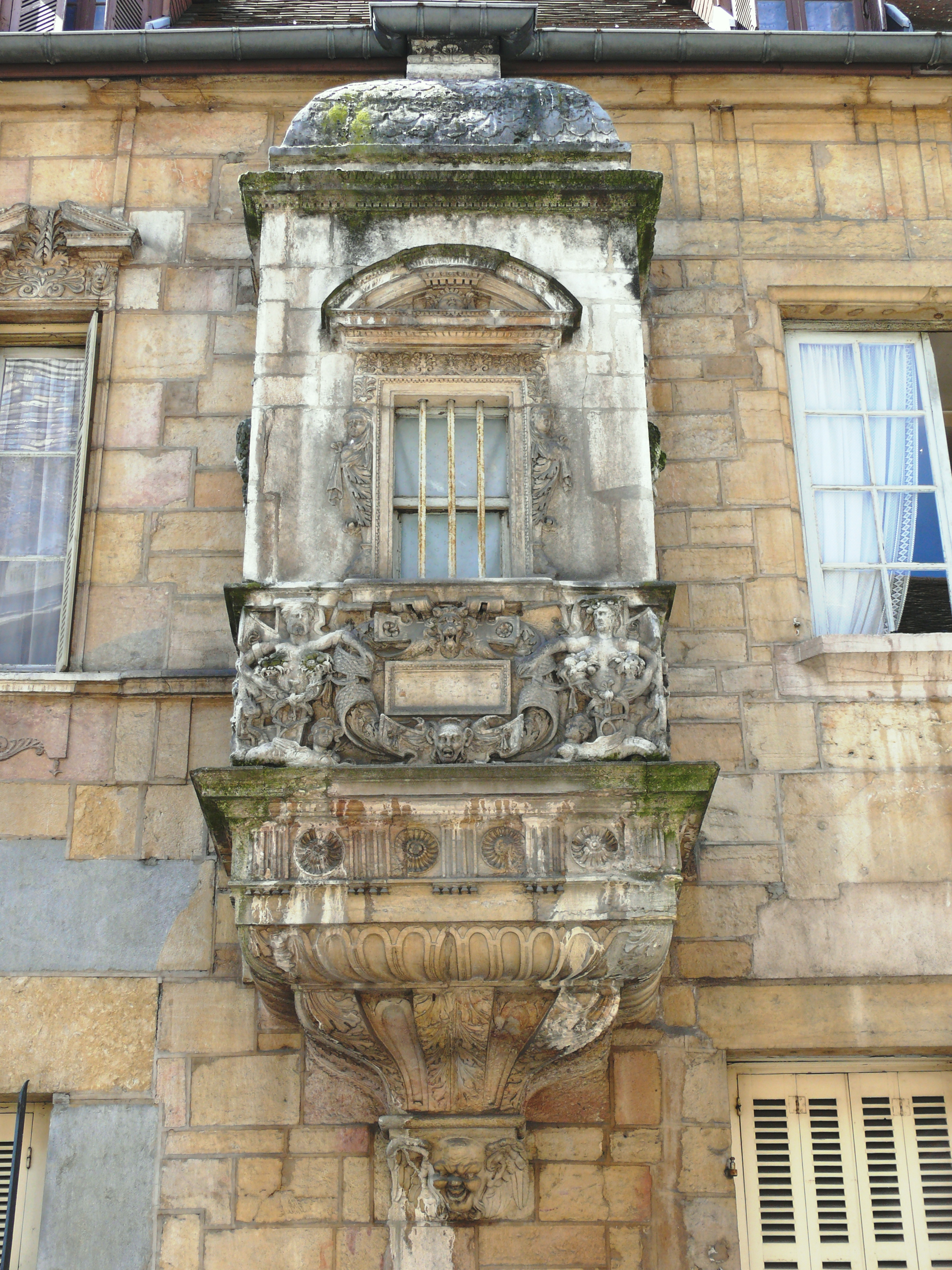
Hôtel Bénigne Le Compasseur (1573-1581, Dijon).
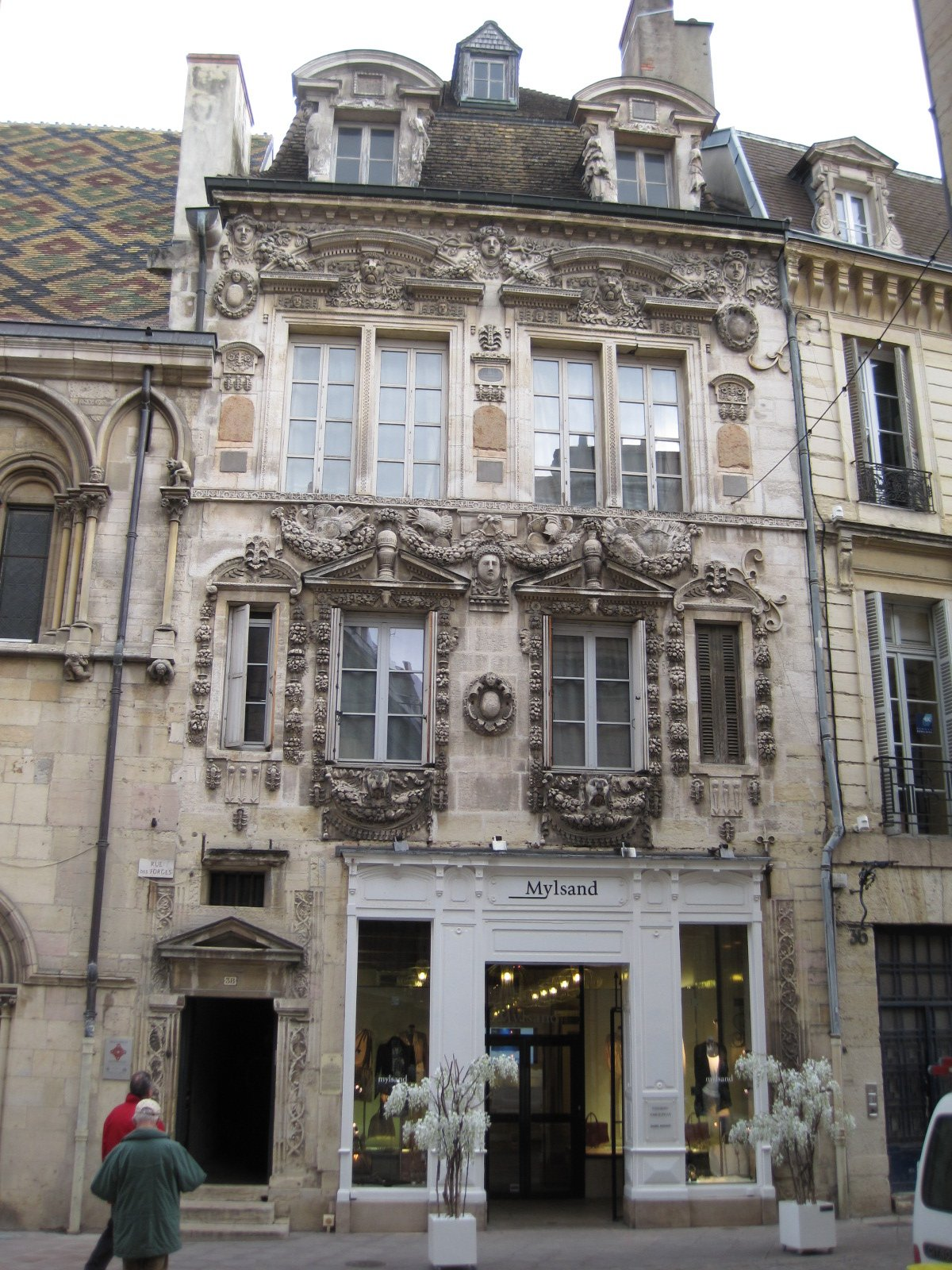
Maison Maillard à Dijon (1561).
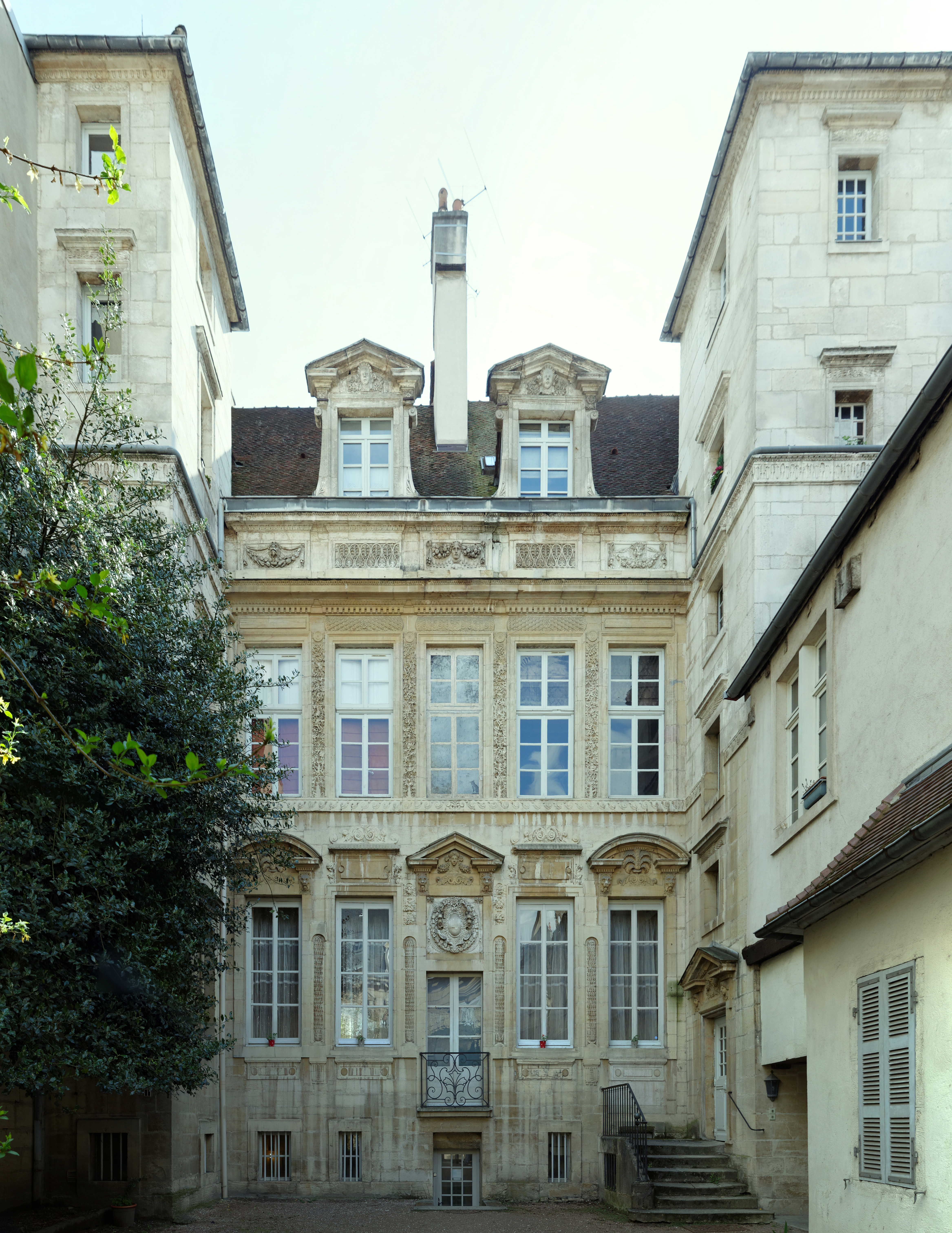
Hôtel Fyot-de-Mimeure (1562).
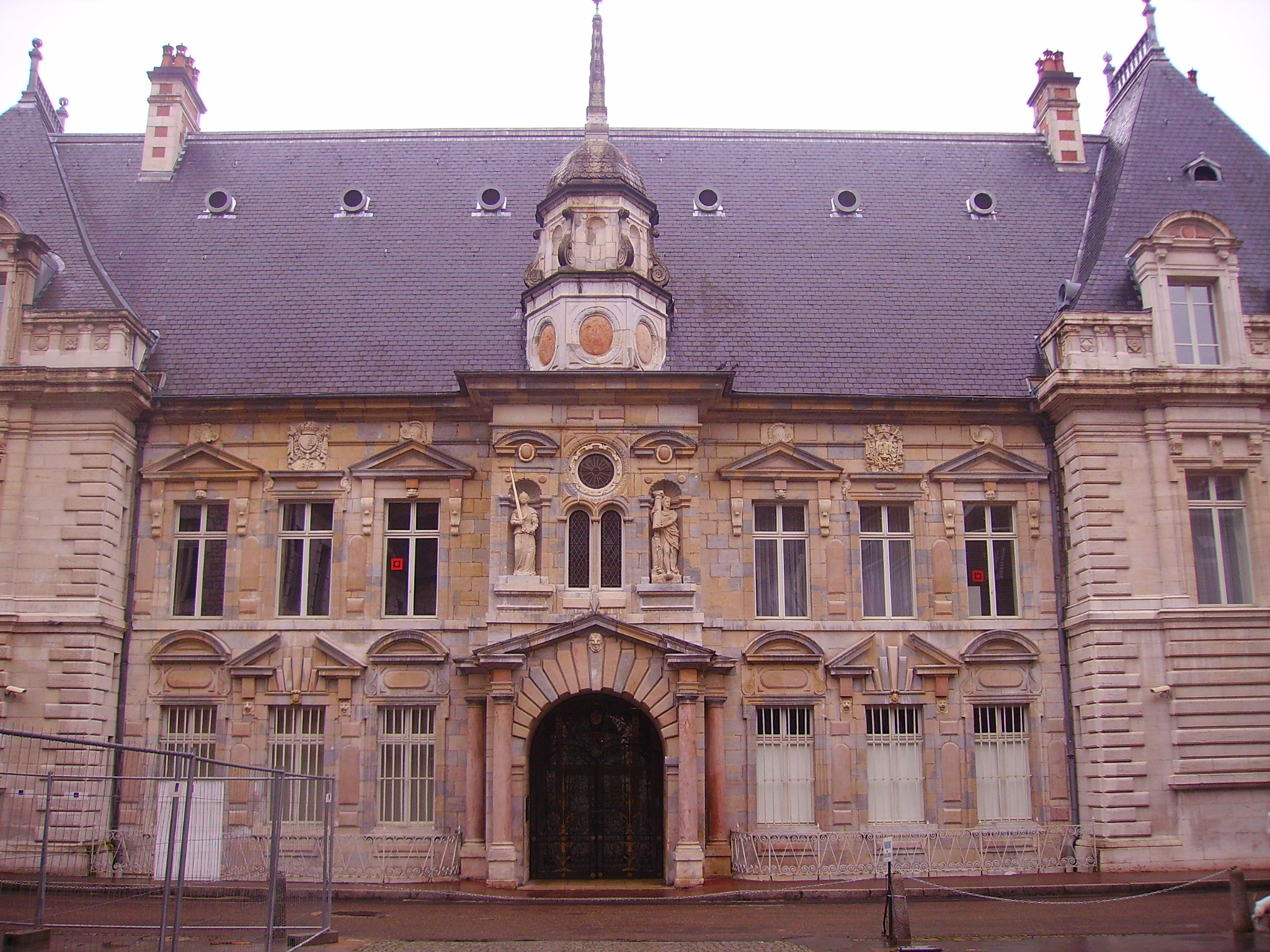
La façade de l'ancien Parlement de Besançon (1585).
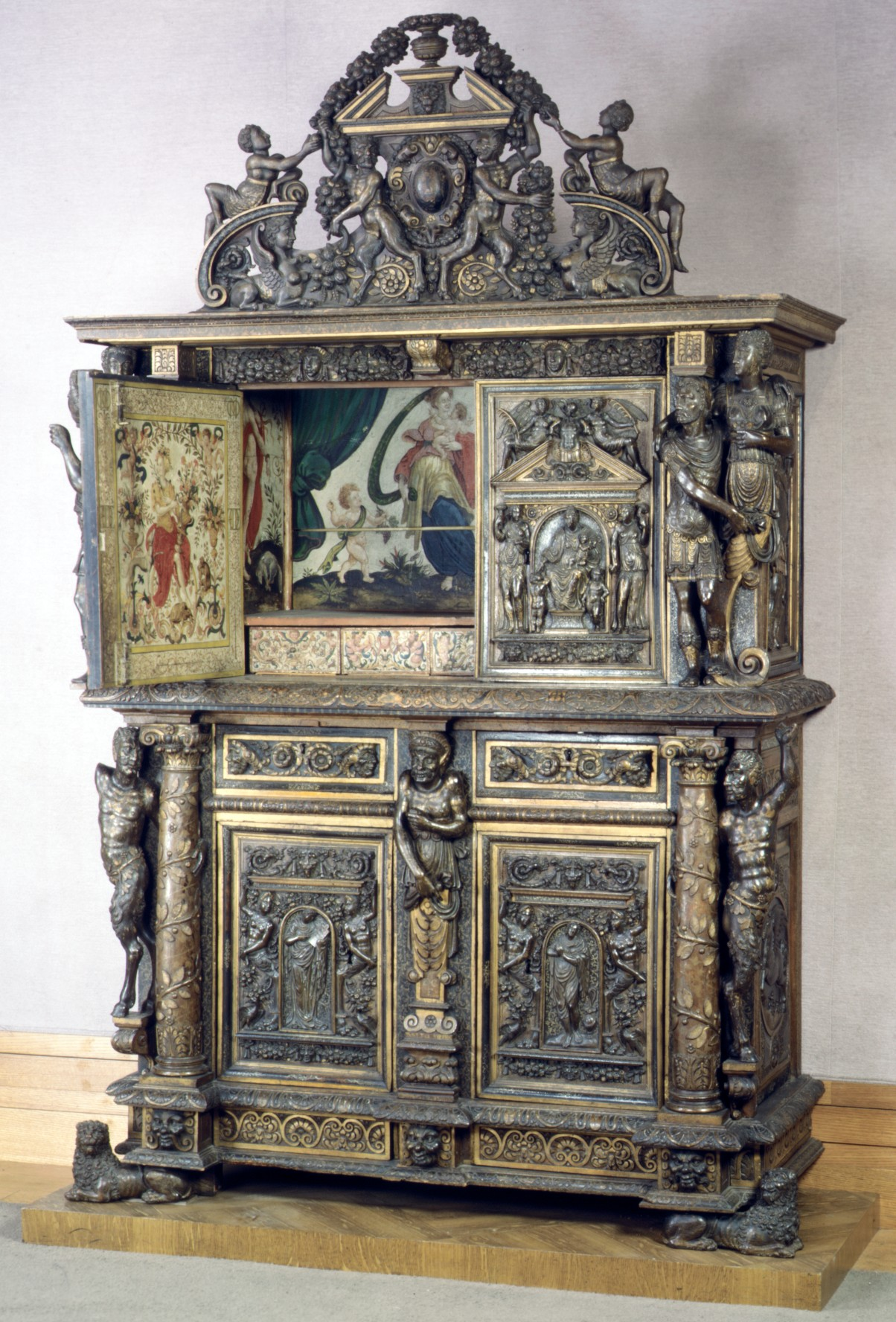
Cabinet (style d'Hugues Sambin, XIXe s, Metropolitan Museum, New York).

## Publications
En 1572, Hugues Sambin publie à Lyon un traité de la diversité des termes, intitulé Œuvre de la diversité des termes dont on use en architecture. Il a influencé les peintres de Bourgogne et de Lorraine, voire d'Allemagne du Sud, ainsi que les architectes et décorateurs, à l'instar de Joseph Boillot ou Wendel Dietterlin.

## Œuvres dans les collections ou bâtiments publics ou privés
- Beaune, toit de la collégiale Notre-Dame
- Besançon :  façade de l'hôtel dit du Bouteiller rue des Granges (1582), façade de l'hôtel Chevanney Grande-Rue (1582), façade sur cour de l’Hôtel de Ville (actuel Palais de Justice) 
  - Musée du Temps : Cabinet et table de la famille Gauthiot d'Ancier, corps de fontaine en bronze (attribution)
- Écouen, musée de la Renaissance : Armoire provenant de Thoisy-la-Berchère
- Dijon : Maison Milsand (1565), Hôtel Fyot de Mimeure, façade du Parlement des Etats de Bourgogne, porte du scrin provenant du Palais de Justice de Dijon, 1583
  - Musée des beaux-arts de Dijon : Armoire à deux corps[5] (attribution); table à éventail[6] (attribution); dressoir provenant de la collection Trimolet (attribution), porte du Palais de Justice de Dijon, 1583, (attribution)
- Dole, édicule (en grande partie détruit) au sommet du clocher de la collégiale

## Exposition
- Hugues Sambin (vers 1520–1601), 24 juin – 11 septembre 1989 sous la direction de Marguerite Guillaume, musée des beaux-arts à Dijon ;
- Hugues Sambin, un créateur au seizième siècle, 2001, sous la direction d'Alain Erlande-Brandenburg au musée nationale de la Renaissance à Écouen.